# 馬德堡半球

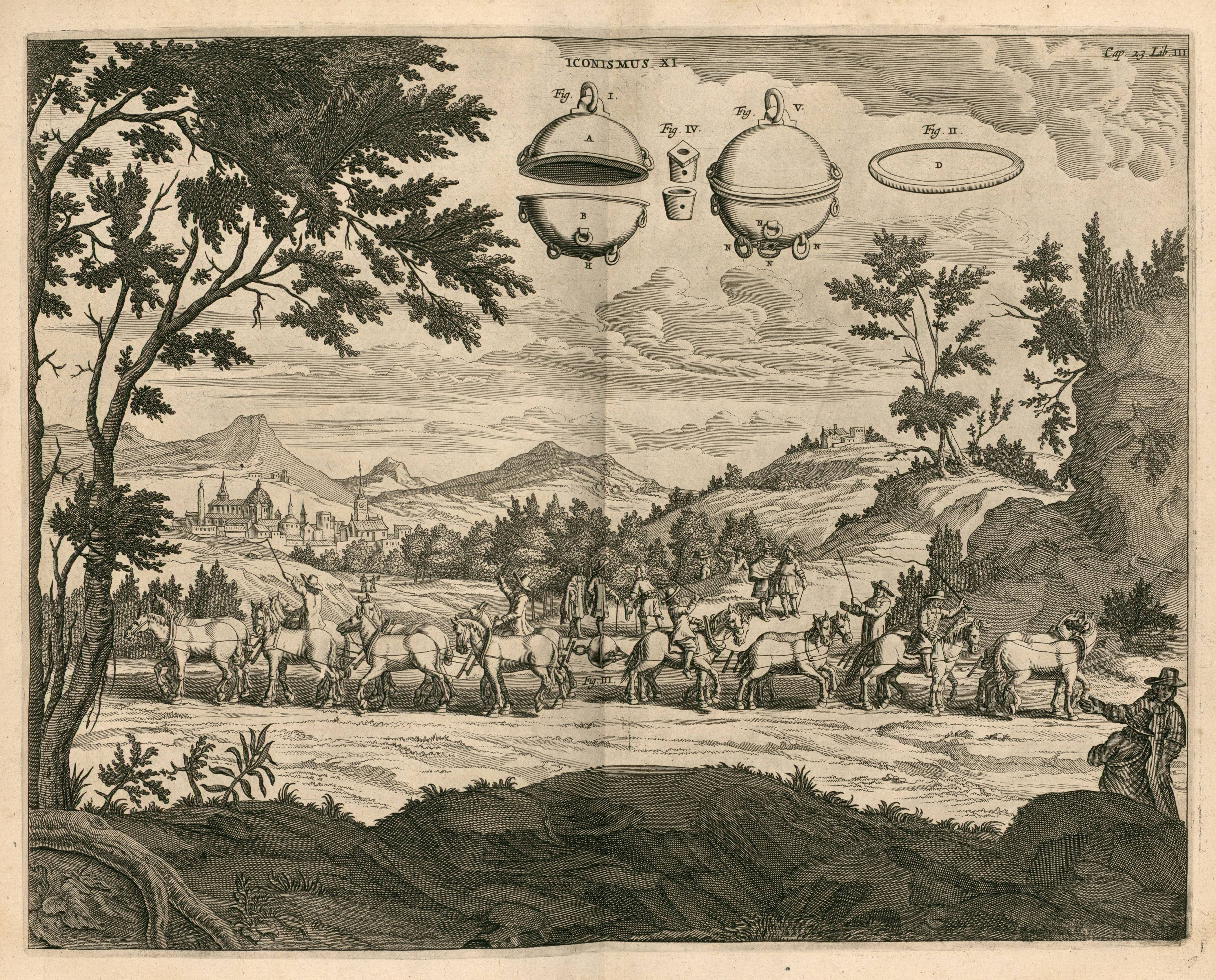
馬德堡半球實驗想像圖

馬登堡半球（德語：Magdeburger Halbkugeln），亦作马格德堡半球，是一对铜质空心半球，被用于1654年由德国物理学家、时任馬德堡市長奥托·冯·居里克於神聖羅馬帝國的雷根斯堡進行的一項物理实验。在这项实验中，实验者先将两个完全密合的半球中的空气抽掉，然后驱马从两侧向外拉，以展示大气压力的作用。马德堡半球实验作为物理学中的经典实验，今日仍被广泛用于课堂教学。最初用于实验的两个半球保存于位于慕尼黑的德意志博物馆。馬德堡半球用了16匹馬才拉開。

## 概况

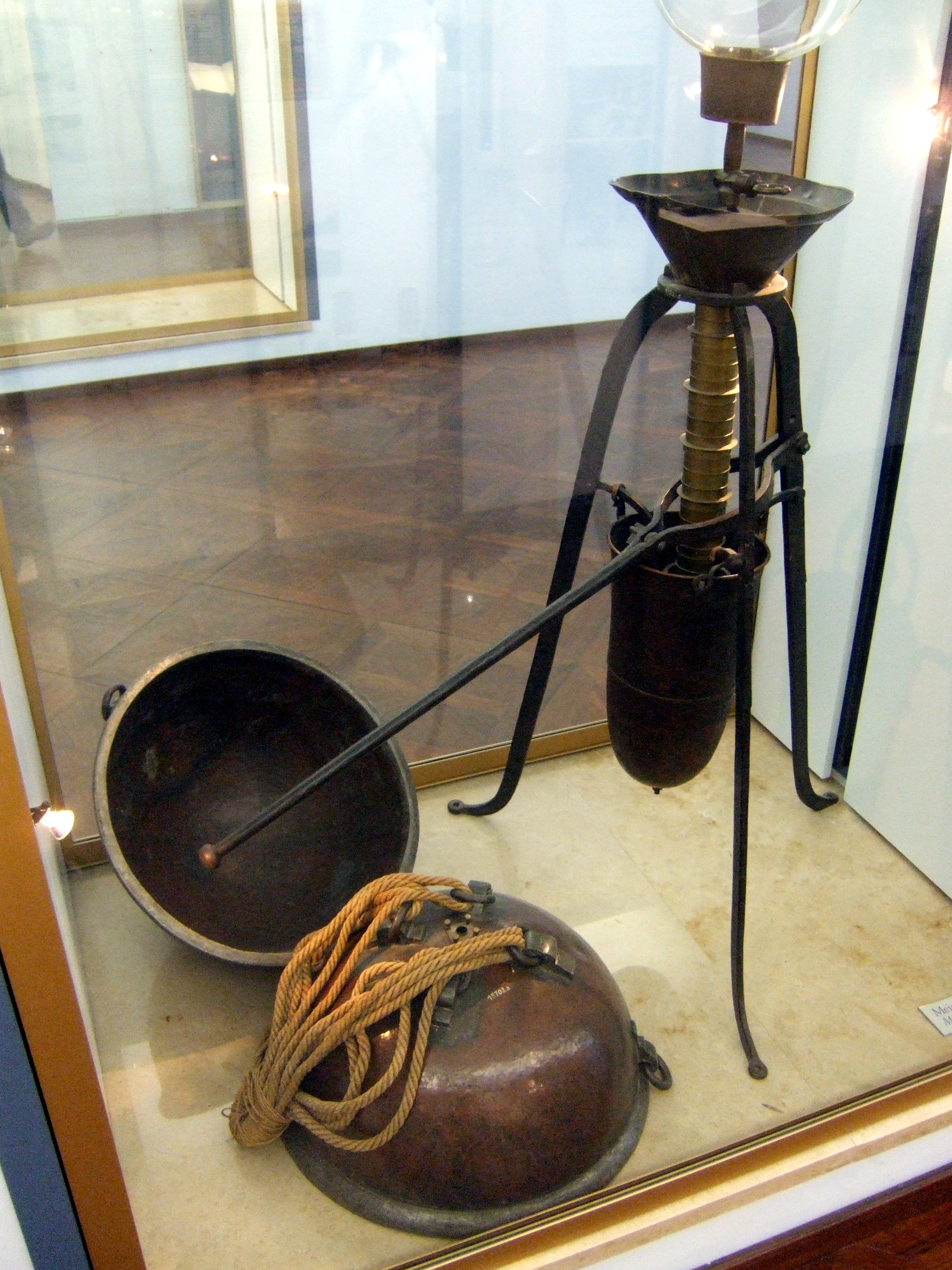
最初用于实验的马德堡半球

由居里克制造、实验用的两个铜质空心半球直径约為36公分。半球中間有一層浸滿了油的皮革，用以讓兩個半球能完全密合。其中一个半球上带有连接管，用以连接真空泵，有阀门可将其关闭。当两个半球间的空气被抽出后，两个半球便会受周围的大气挤压而紧合在一起。这项实验中使用的真空泵是居里克受托里拆利制造的人工真空启发而设计的世界上第一个真空泵。
根据理论计算，使得两个半球结合的力的大小可以由半球的直径、半球内外的压强差计算得到。在居里克的实验中，由于无法得知其使用的真空泵效果如何，因此无法准确计算使得两个半球分开所需的力的大小。假设其真空泵能够抽出所有的空气，分开两个半球则需要 2萬牛頓的力，相当于举起一头幼年非洲象所需的力的大小。

## 实验

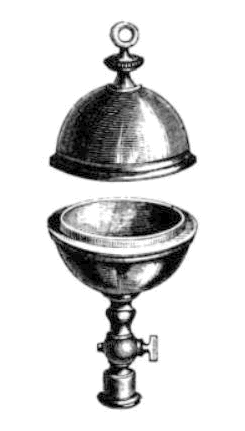
1870年前后制成的直径4英寸的马德堡半球仿制品

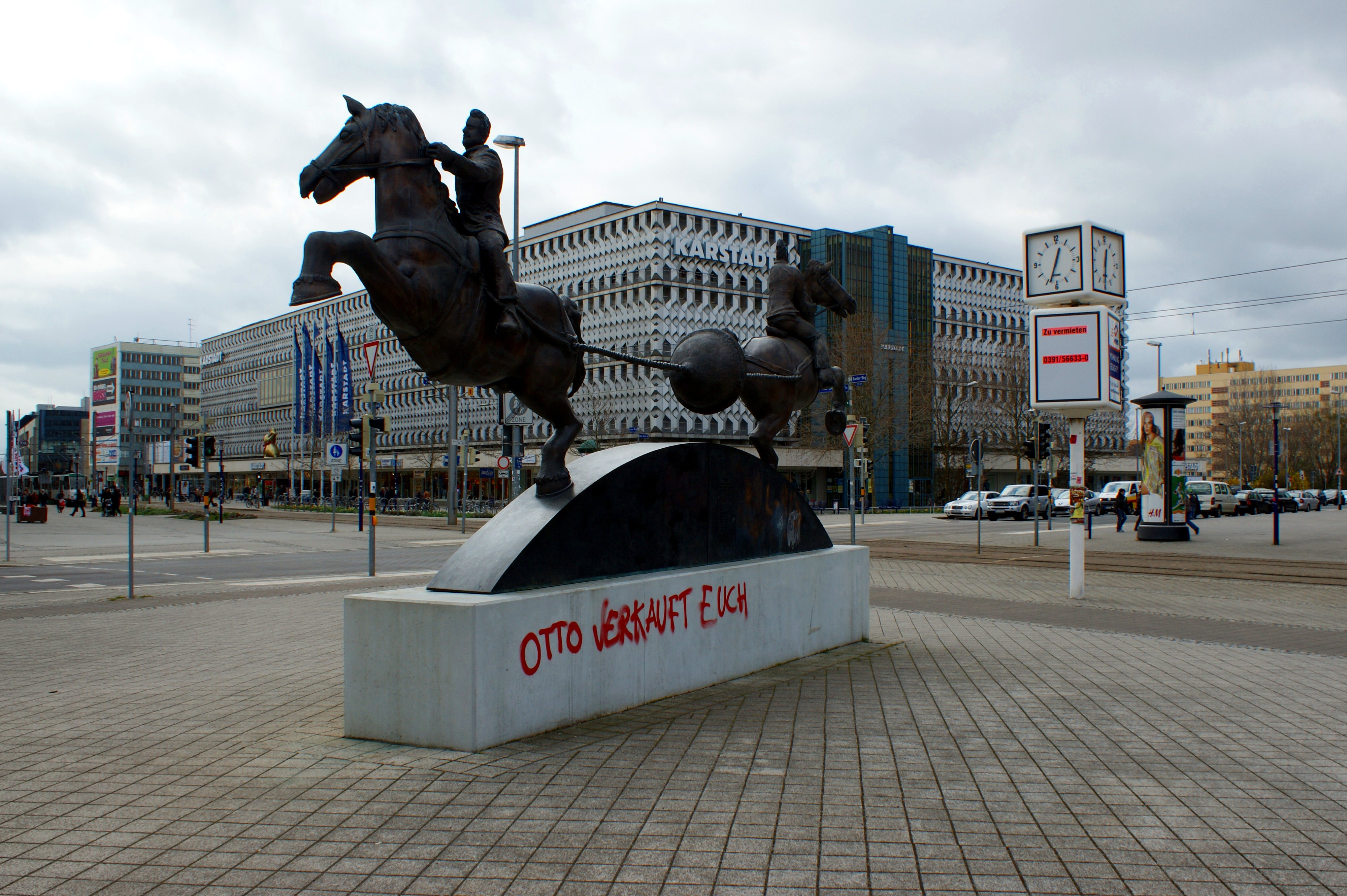
马德堡半球实验纪念碑

1654年5月8日，格里克在雷根斯堡向當時的神圣罗马皇帝斐迪南三世展示了他所設計的半球實驗。他用自制的真空泵將球內的空氣抽掉，此時兩個沉重的銅製半球在沒有任何接著劑的輔助下緊密地合而為一。随后，他為了證明兩半球的結合是多麼緊密、紮實，安排了兩隊各8匹馬，以相反的方向試圖將該球體拉開，最後成功将其拉开。
之後格里克多次在各地重現此實驗以饗廣大好奇的觀眾。1656年，他在他任职市长的马德堡用两队各8匹马重复了这一实验，得到了相同的结果。他还尝试将两个半球组成的球体抽出空气后悬挂重物，两个半球也分离了。1663年，他在柏林用两队各12匹马为勃兰登堡选帝侯腓特烈·威廉重复了这一实验。
在此以后，马德堡半球实验逐渐成为广为人知的示范大气压力原理的实验方法。波士顿等多地曾独立重复过马德堡半球实验。也有供教學用途的马德堡半球的仿製品，它們的體積也比當年的半球小得多，把半球的空間抽真空后，不再需要用马力便可拉開。德国邮政发行过纪念这一实验的邮票。